# Шёнберг (Мекленбург)
Шёнберг (нем. Schönberg) — город в Германии, в земле Мекленбург-Передняя Померания.
Входит в состав района Северо-Западный Мекленбург. Подчиняется управлению Шёнбергер Ланд. Население составляет 4335 человек (на 31 декабря 2010 года). Занимает площадь 38,09 км². Официальный код — 13 0 58 094.